# Pol Swings

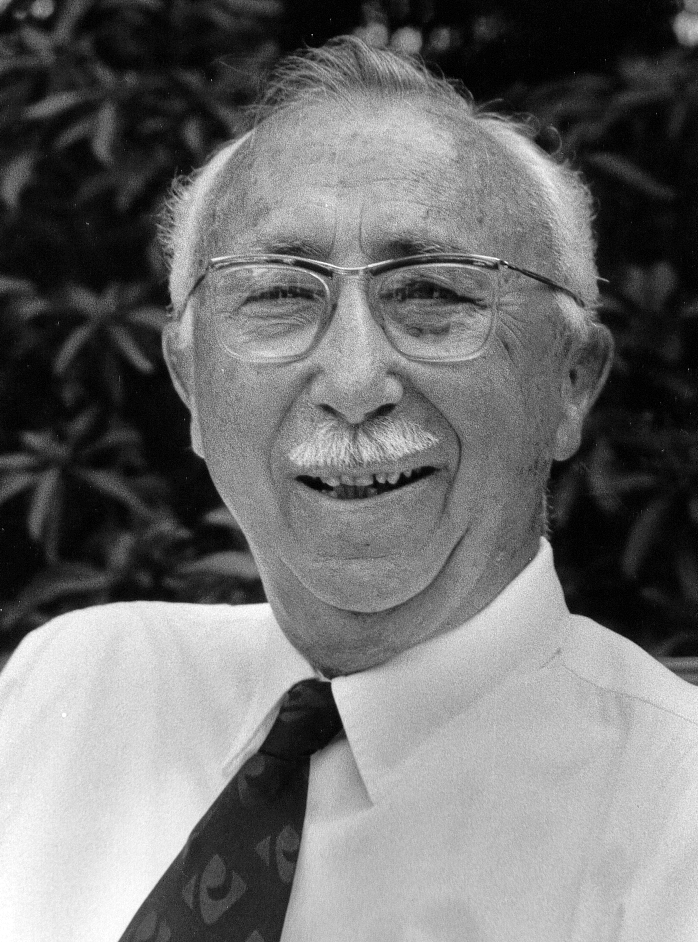
Pol Swings

Polydore ("Pol") Ferdinand Félix Swings (Ransart, 24 september 1906 - Esneux, 28 oktober 1983) was een Belgisch astrofysicus. Hij was hoogleraar aan de Université de Liège en bestudeerde met behulp van spectroscopie de samenstelling en de structuur van sterren en kometen. Swings kreeg in 1948 de Francquiprijs voor Exacte Wetenschappen. Hij was van 1964 tot 1967 voorzitter van de Internationale Astronomische Unie.

## Levensloop

### Studies
Swings volgde middelbaar onderwijs aan het atheneum van Charleroi. Hij raakte in de ban van de astronomie na het lezen van het boek Astronomie populaire van Camille Flammarion dat hij als prijs gewonnen had door zijn goede studieresultaten in school. Hij ging daarna naar de Université de Liège waar hij in 1927 een doctoraat in de wiskunde en de natuurwetenschappen behaalde. Zijn proefschrift handelde over de relativiteitstheorie en de correcties van de Wet van Newton in het bewegende perihelium.
Swings trok naar de sterrenwacht van Parijs in Meudon waar hij zich verder specialiseerde aan de afdeling Astrofysica. Aan de Sorbonne volgde hij les aan de faculteit Wetenschappen. Bij zijn terugkeer in Luik in 1928 werd Swings assistent van professor Dehalu en deed er onderzoek op het gebied van de molecuulspectroscopie. In 1929 en 1930 specialiseerde hij zich nog verder aan de Universiteit van Warschau. In het Astrofysisch Instituut van Luik vestigde hij in 1931 een laboratorium voor spectroscopie. Dat jaar behaalde hij een speciaal doctoraat in de fysische wetenschappen.

### Wetenschappelijk werk
In 1932 werd Swings benoemd tot docent aan de Luikse universiteit. Vier jaar later werd hij er hoogleraar. Swings trok in 1932 naar de grote Amerikaanse sterrenwachten en zette er samenwerkingen op met gerenommeerde wetenschappers. Hij maakte er kennis met de latere Nobelprijswinnaar Subramanyan Chandrasekhar die op uitnodiging van Swings in 1933 gastcolleges gaf in Luik. Aan het Yerkes-observatorium, dat verbonden was aan de Universiteit van Chicago maakte hij kennis met Otto Struve waarmee hij later zou samenwerken.
De sterrenwacht van de Luikse universiteit in Cointe groeide, mede dankzij Léon Rosenfeld, uit tot een centrum voor moleculair onderzoek. Samen met de Zweed Bengt Edlén deed Swings er onderzoek van de atoomlijnen in de spectra van de zonnecorona en de hete sterren.
In 1939 ging Swings naar de Universiteit van Chicago waar hij gastcolleges gaf in de spectroscopie. Als gevolg van het uitbreken van de Tweede Wereldoorlog bleef Swings langer dan voorzien in Amerika. Tussen 1940 en 1943 werkte hij samen met Struve aan de sterrenwacht van Yerkes en samen publiceerden ze 34 werken. Hij verrichtte er eveneens spectroscopisch onderzoek naar novae en planetaire nevels, onder andere aan de McDonald-sterrenwacht in Texas. Hij bleef tot 1943 in Chicago en werd daarna onderzoeksdirecteur in Pasadena.
In 1946 keerde Swings terug naar België maar bleef wel gastprofessor aan de Universiteit van Chicago tot in 1951. Later gaf hij nog gastcolleges aan de California Institute of Technology, de Universiteit van Californië - Berkeley, en verscheidene universiteiten in Frankrijk, Polen, Italië, Noorwegen en Nederland.
Swings kreeg in 1948 de prestigieuze Francquiprijs voor Exacte Wetenschappen omwille van zijn onderzoek van de moleculaire spectra en de spectra van de sterk geïoniseerde atomen. Het jaar nadien richtte hij in Luik de Colloques internationaux d'Astrophysiques op die geregeld internationale bijeenkomsten van astrofysici organiseerde. In 1952 werd Swings vicevoorzitter van de Internationale Astronomische Unie en van 1964 en tot 1967 was hij voorzitter van de organisatie.

### Eerbetoon
Swings ging op emeritaat in 1976. Hij kreeg eredoctoraten aan de universiteiten van Aix-Marseille (1958), Bordeaux (1963), Praag (1967), Toronto (1969) en Toruń (Polen) (1973). Zijn zoon Jean-Pierre trad in zijn voetsporen als astronoom en werd eveneens benoemd tot hoogleraar in Luik.
Hij stierf op 77-jarige leeftijd aan de gevolgen van de ziekte van Parkinson. In totaal publiceerde Swings zowat 350 werken op het gebied van de astrofysica, de wiskundige astronomie, de spectroscopie, de toegepaste spectroscopie, de optica en de ruimtefysica.
De in de planetoïdengordel gelegen planetoïde (1637) Swings, die in 1936 door Joseph Hunaerts werd ontdekt aan de Koninklijke Sterrenwacht van België in Ukkel, is naar Swings vernoemd.
- Bibliothèque nationale de France: cb125733458 (data)
- Gemeinsame Normdatei: 128302224
- International Standard Name Identifier: 0000 0001 0918 4481
- Library of Congress Control Number: n85809598
- Mathematics Genealogy Project: 66311
- Nationale Bibliotheek van Israël: 987007278613805171
- Nederlandse Thesaurus van Auteursnamen: 071446257
- SNAC: w6d79ddq
- Système universitaire de documentation: 075662574
- Virtual International Authority File: 78775242
- WorldCat: E39PBJj4x9jyHXXXCqTGYMFVG3